# タキリビメ
タキリビメ（タキリヒメまたはタギリヒメとも）は、日本神話に登場する女神。宗像三女神の一柱で宗像大社では「田心姫神」として、沖ノ島にある沖津宮に祀られている。

## 解説
天照大御神と須佐之男命の誓約により誕生した「宗像三女神」の一柱で、『古事記』では多紀理毘売命、『日本書紀』では田心姫（たごりひめ）・田霧姫（たきりひめ）と表記される。『古事記』では別名を奥津島比売命（おきつしまひめのみこと）とされているが、『日本書紀』第三の一書では市杵嶋姫（市寸島比売・いちきしまひめ）の別名としている。
『古事記』の大国主神の系譜では、大国主神との間に阿遅鉏高日子根神（あぢすきたかひこね・味耜高彦根神）と下照比売（したてるひめ）を生んだと記されている。
神名の「多」は接頭語、「紀理」は「霧」、「毘売」は「姫」と解し、名義は「霧の女性」と考えられる。また、別名の奥津島比売命は「奥の島の女性」の意。

## 神話における記述

天照大御神と須佐之男命の誓約（『古事記』に基づく） SVGで表示（対応ブラウザのみ）

アマテラスとスサノオの誓約の段で、天照大御神が須佐之男命の持つ剣を譲り受けて宗像三女神を生み、須佐之男命の物実から生まれたのでその子であると宣言された。この三女神は宗像の民が信仰している神であると記されている。化生した順番や、宗像大社の三宮のうち、どの宮に祀られるかは、『記紀』で異同がある。
「沖津宮」とする記述
- 『古事記』では、1番目に化生し、名は「多紀理毘売命」で、沖津宮に祀られる。別名「奥津島比売命」
- 『日本書紀』本文では、1番目に化生し、名は「田心姫」で、沖津宮に祀られる。（現在の宗像大社と同じ）

「異同」の記述
- 『日本書紀』第一の一書では、3番目に化生し、名は「田心姫」で、辺津宮に祀られる。
- 『日本書紀』第二の一書では、2番目に化生し、名は「田心姫」で、中津宮に祀られる。
- 『日本書紀』第三の一書では、3番目に化生し、名は「田霧姫」で、辺津宮に祀られる。

## 祀る神社
多紀理毘売命を独立して祀る神社と三女神の一柱として祀る神社がある（宗像三女神の項を参考）。
- 宗像大社沖津宮（福岡県宗像市）
- 厳島神社（広島県宮島）
- 日光二荒山神社（栃木県日光市山内）
- 別宮瀧尾神社（栃木県日光市山内）
- 別宮瀧尾神社（栃木県日光市山内）
- 森友瀧尾神社（栃木県日光市森友）
- 智賀都神社（栃木県宇都宮市徳次郎町）[2]
- 出雲大社　瑞垣内 神魂御子神社（筑紫社）（島根県出雲市大社町）
- 佐比賣山神社（島根県大田市鳥井町）
- 日御碕神社　神の宮（島根県出雲市大社町）
- 多度大社　境内 皇子社（三重県桑名市多度町）
- 気多大社　境内 奥津島神社（石川県羽咋市寺家町）
- 日吉大社　境内 宇佐宮（滋賀県大津市坂本）
- 津野神社　境内 厳島社（滋賀県高島市今津町）
- 尾張大國霊神社　境外 宗形神社（愛知県稲沢市国府宮）
- 砥鹿神社　奥宮（愛知県豊川市一宮町）
- 賀茂別雷神社　境内 山森社（京都府京都市北区）
- 高鴨神社　境内 西神社（奈良県御所市鴨神）
- 各地の宗像神社・厳島神社 - 宗像三女神の一柱として祀る。
- 各地の八王子神社 - 誓約で生まれた五男三女神とともに祀る。
- 宇佐八幡宮
- 大神祖神社
- 石清水八幡宮
- 鶴岡八幡宮